# Derdegraads brandwond
Een derdegraads brandwond is een brandwond waarbij de totale huid is verbrand.
Doordat de zenuwuiteinden vernietigd zijn doen deze wonden geen pijn. De huid is wit of zwart en voelt droog en leerachtig. Een derdegraads brandwond komt nooit alleen voor. Aan de rand zijn er meestal eerste- en tweedegraads brandwonden.
Deze brandwonden kunnen niet uit zichzelf genezen. Ze moeten behandeld worden door een chirurg. In dit geval wordt huid van andere delen van het lichaam verplaatst naar het verbrande gedeelte, zodat het verder op eigen kracht dicht kan groeien.